# یامینا

نشان‌واره تا سال ۲۰۲۱

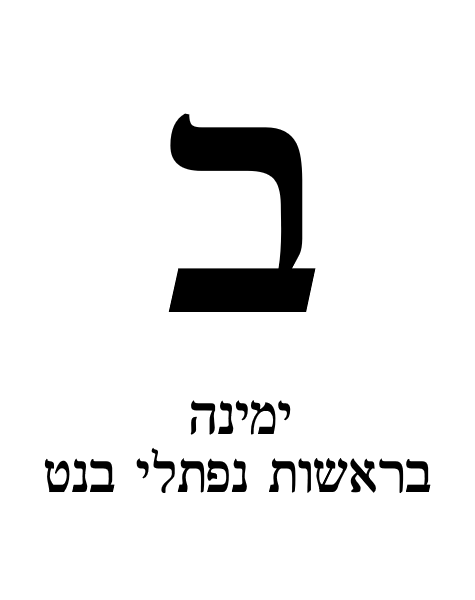
برگه رای‌گیری که در انتخابات ۲۰۲۱ مورد استفاده قرار گرفت

یمینه یا یامینا (عبری: ימינה‎؛ ت.ت. 'دست‌راستی') یک اتحاد سیاسی اسراییلی از احزاب راست است که در ابتدا به عنوان راست جدید و اتحادیه احزاب جناح راست (اتحادیه خانه یهودیان و توکوما) پیکربندی شد. تجسم کنونی این اتحاد فقط شامل راست جدید است، همان‌طور که خانه یهودی در ۱۴ ژوئیه سال ۲۰۲۰ این اتحاد را ترک کرد، و حزب مذهبی صهیونیست آن را در ۲۰ ژانویه ۲۰۲۱ ترک کرد.